# Colibrí cuaforcat
El colibrí cuaforcat (Eupetomena macroura) és una espècie d'ocell de la família dels troquílids (Trochilidae) i única espècie del gènere Eupetomena (Gould, 1853).

## Hàbitat i distribució
Habita sabanes i matolls de la Guaiana, oest, nord i est del Brasil, sud-est del Perú, nord de Bolívia i Paraguai.